# Коста Ангели Радовани
Коста Ангели Радовани (Лондон, 6. октобар 1916 — Загреб, 27. фебруар 2002) био је југословенски и хрватски вајар и академик ХАЗУ.

## Биографија
Рођен је 1916. године у Лондону, а основну школу и гимназију завршио је у Загребу. Након тога је студирао у Милану од 1934. до 1938. године. Током Другог светског рата полазио је специјалку за вајарство и графику код Франа Кршинића и Томислава Кризмана на Академији ликовних уметности у Загребу.
Након рата, био је један од оснивача Академије примењених уметности у Загребу 1950. године. Ту је водио катедру вајарства, све до затварања Академије 1955. године.
Излагао је у оквиру Југословенског павиљона на Светској изложби у Бриселу 1958. године.
Од 1978. до одласка у пензију 1987. године, радио је као професор на вајарском оделу на Факултету ликовних уметности у Сарајеву. Био је гостујући професор на Међунараодној летњој акадмеији у Салцбургу 1987, 1988. и 1991. године.
Имао је 59 самосталних изложби у земљи и иностранству, те више од 600 групних изложби. Године 1950. излагао је на Венецијанском Бијеналу, заједно уз Војина Бакића, Вању Радауша и Зорана Мусића.
Одликован је наградом „Владимир Назор“ за 1973. и Орденом заслуга за народ са сребрним зрацима 1974. године, Животном наградом „Владимир Назор“ 1987. и Редом Данице хрватске с ликом Марка Марулића 1998. године.

## Стваралаштво
У својем раду Ангели се углавном поветио људском телу, тако да је већи део његовог опуса посвећен актовима и портретима. Аутор је преко 30 великих јавних скулптура, а посебно место у његовом опусу заузимају „Дуње“, односно 20-ак актова пуних облина. Такође је и аутор малих скулптура и медаљона, чији се опус састоји од 400 медаљона и преко 800 малих скулптура.
Нека његова споменичка остварења су:
- Споменик „Устанку“, Партизанска Дрежница 1949.
- Споменик „Устанку“, Стариград 1951.-1953.
- Споменик „Револуцији“, Куманово 1951 — 1962.
- Споменик „Ради Кончару и друговима“, Шубићевац (Шибеник) 1961.
- Фигура „Дуња“, Порденоне (Италија) 1989.
- Споменик Светом Петру, Дубровник 1990.
- Споменик погинулима у Загребу 1941-1945, Дотршћина (Загреб) 1988-1993.
- Споменик Фрањи Бучару, Трг спортова (Загреб) 1991.